# El Progreso (Yoro)
El Progreso és una ciutat i municipi del Departament de Yoro, a la República d'Hondures. Actualment és la cinquena ciutat més poblada d'Hondures i la ciutat més important en el Departament de Yoro en població, comerç i infraestructura, amb una població aproximada de 188.366 persones segons el cens de l'INE (Institut Nacional d'Estadístiques) de l'any 2013 i està entre les primeres 4 ciutats amb més moviment laboral i comercial d'Hondures.
També compta amb una perfecta ubicació territorial, ja que un 30% de la seva població laboral activa viatja i treballa diàriament a San Pedro Sula, Villanueva Choloma i altres ciutats limítrofes.